# Forces militaires de Colombie
Les Forces militaires de Colombie, appelées en espagnol Fuerzas Militares de Colombia, sont la force militaire de la Colombie chargée de la défense et de la protection des intérêts nationaux du pays. Elles sont composées de quatre grandes forces :
- La force terrestre : l'Armée nationale colombienne (Ejército Nacional de Colombia) ;
- La force aérienne : la Force aérienne colombienne (Fuerza Aérea Colombiana) ;
- La force navale : la Marine nationale colombienne (Armada Nacional Colombiana) et l'Infanterie de marine (es)

## Relations avec les États-Unis
L’organisation américaine Human Rights Watch affirme dans un rapport daté de 1996 que la CIA et le ministère de la Défense américain ont contribué à la réorganisation « des systèmes de renseignement [colombiens] pour aboutir à la création de réseaux de surveillance identifiant et assassinant les civils suspectés d’aider les guérillas ».
Les États-Unis fournissent une aide militaire au gouvernement colombien contre les guérillas dans le cadre du Plan Colombie. En quinze ans d'application du plan (2000-2015), les États-Unis ont investi dix milliards de dollars en Colombie, ce qui constitue le plus important budget d'aide militaire américaine après celui octroyé à Israël.
La Colombie est le seul pays d'Amérique du Sud à avoir soutenu l'invasion de l'Irak en 2003, à envoyer des soldats en Afghanistan dans le cadre de l'ISAF et à avoir voté en faveur de la résolution 1973 du Conseil de sécurité des Nations unies qui a permis l'intervention militaire de l'OTAN en Libye en 2011.
Le gouvernement colombien a demandé le statut de « partenaire mondial » de l’OTAN et entend assumer toujours plus de coopération sécuritaire et militaire avec les États-Unis.

## Activités d'espionnage
La presse révèle en mai 2020 l'existence d'un vaste réseau d'espionnage du renseignement militaire. Plus d'une centaine de personnes auraient été espionnées illégalement en 2019, dont des journalistes, des hommes politiques, des militaires à la retraite, des représentants d'ONG et des syndicalistes. L'un des militaires impliqués déclare au magazine Semana que les informations collectées étaient transmises à un dirigeant du Centre démocratique.